# Trafiktillstånd
Trafiktillstånd (eller yrkestrafiktillstånd) är ett tillstånd som krävs i Sverige för att få bedriva taxitrafik, godstrafik, linjetrafik eller beställningstrafik med buss. 
Taxitrafik - All trafik som bedrivs med personbil eller lätt lastbil och ställs till allmänhetens förfogande mot betalning för transport av personer. 
Godstrafik - All trafik där man tar betalt för transport av gods. 
Linjetrafik - Persontransporter med buss som är tidtabellsbunden och där varje person betalar för sig. (För linjetrafik med personbil eller "minibuss" avses istället taxitrafik) 
Beställningstrafik med buss - Övrig trafik med buss som inte är linjetrafik.  
Trafiktillstånd söks hos Transportstyrelsen, vilka prövar sökandes lämplighet. För att beviljas trafiktillstånd krävs godkända teoretiska tester inom yrkestrafiklagstiftningen, gott anseende och tillräckliga ekonomiska resurser. Sökanden kontrolleras mot Polisens misstanke- och belastningsregister, vägtrafikregistret, Bolagsverkets register och Kronofogdemyndighetens register så inga oegentligheter föreligger. Med ekonomiska resurser menas att den sökande ska ha kapital och reserver på minst  9000 euro för ett fordon och 5000  euro för varje fordon som tillkommer därutöver. Att utöva trafik utan att ha trafiktillstånd är ett brott som kan ge fängelse i upp till ett år. 
Erhålls ett trafiktillstånd för buss eller taxi får man dessutom transportera gods med de fordon som man har registrerat in, utan att ha ett särskilt godstrafiktillstånd. 

## Beställaransvar
Den som beställer en transport har ett ansvar att kontrollera att den man anlitar har tillstånd enligt Yrkestrafiklagstiftningen. Om man uppsåtligen inte kontrollerar eller vet om att den man anlitar har tillstånd, kan beställaren dömas till böter eller fängelse i ett år. 

## Undantag vid djurtransporter
Även djur räknas som gods enligt lagstiftningen. Om man yrkesmässigt transporterar djur mot betalning men saknar trafiktillstånd får man ändå transportera dessa, under vissa förutsättningar: 
- Akut transport till namngiven veterinärklinik
- Om transporten sker på uppdrag av Länsstyrelse eller polis, i samband med omhändertagande av djur enligt Djurskyddslagstiftningen. Max transportsträcka är 50 km, om inte myndigheten säger något annat.

Det kan ändå finnas krav på Kompetensbevis för djurtransporter och/eller Transportörtillstånd för djur, även om man faller utanför krav på trafiktillstånd.